# Disco (Fernsehsendung)
Disco, eigene Schreibweise disco, war eine Musiksendung des ZDF, die von 1971 bis 1982 produziert und von Ilja Richter moderiert wurde. Die Präsentation erfolgte in jedem Jahr mit entsprechendem Jahreszusatz, z. B. „Disco ’77“.

## Vorgeschichte
Der unmittelbare Vorgänger von Disco war die Musiksendung 4-3-2-1 Hot & Sweet, die von 1966 bis Ende 1970 produziert und ab 1969 von Ilja Richter und Suzanne Doucet moderiert wurde. Nach dem Ende von 4-3-2-1 Hot & Sweet erfolgte der nahtlose Übergang zu Disco, das Anfang 1971 startete.

## Bestandteile der Sendung
Die Musiksendung Disco, deren erste Folge am 13. Februar 1971 lief, bestand aus Live- und Playback-Auftritten von damals aktuellen Interpreten, Sketchen von Moderator Ilja Richter und anderen Schauspielern sowie Videos von Bands, die nicht kommen wollten oder konnten. Ähnlich wie in der ZDF-Hitparade war die Präsentation im Studio recht publikumsnah, wobei sich die Interpreten vor Beginn oder nach Ende ihrer Lieder teils unter die Zuschauer mischten. Auch wurden ihre Autogrammadressen zu Beginn der Darbietungen eingeblendet.
Kultstatus erlangte Richters Begrüßung nach dem ersten Auftritt. Auf sein „Einen wunderschönen guten Abend, meine Damen und Herren – hallo Freunde!“ antwortete das Publikum lauthals „Hallo Ilja!“. Von dieser liebgewonnenen Zeremonie distanzierte er sich dann aber zu Beginn des letzten Sendejahres 1982 musikalisch in einem Liedsketch.
Die Disco bot ein sehr breites Spektrum musikalischer Stile – beispielsweise Schlager-, Disco-, Pop-, Rock-, Country-, Comedy- und NDW-Lieder. Ilja Richter hatte auf die Gästeliste und Lieder keinen Einfluss. Umso wichtiger waren ihm die Sketche, die von ihm und seiner Mutter erdacht und auch produziert wurden. Regelmäßige Partnerin war seine Schwester Janina Richter.
Es gab in jeder Sendung auch das Disco-Quiz, bei dem in einem Ausschnitt aus einer zurückliegenden Ausgabe (bzw. zu Beginn noch 4-3-2-1 Hot & Sweet) ein Interpret oder Gruppe erkannt werden sollte, und bei dem die Zuschauer durch Postkartensendung („Bitte keine Briefe!“) neben zahlreichen signierten Schallplatten von Interpreten der jeweiligen Sendung drei Hauptpreise gewinnen konnten: ein Kofferradio (3. Preis), einen Plattenspieler (2. Preis) und eine Einladung zur nächsten Ausgabe (1. Preis), in der der Gewinner zudem ein Geschenk persönlich vom Moderator überreicht bekam. Zu dessen Vorstellung wurde die Studiobeleuchtung ausgeschaltet, und nur ein weißer Scheinwerfer – der Spot – so ausgerichtet, dass einzig der Gewinner im strahlenden Licht zu sehen war. Für solche Scheinwerfer war der Super Trouper marktführend, der Name wurde u. a. von ABBA zum Liedtitel gemacht um das „im Rampenlicht stehen“ zu thematisieren. Dazu ertönte dann später auch Richters legendärer Spruch: „Licht aus – Womm! Spot an – Jaaaa!“. Derselbe Spruch war auch das Markenzeichen der niederländischen Showmasterin Mies Bouwman, die damit die Schlussrunde ihrer Show Eén van de acht (1969–1973) einleitete.

## Erkennungsmusik
Zu den zu Beginn und/oder am Ende der Sendung eingespielten Erkennungsmelodien gehörten Drums à gogo von Sandy Nelson, Tric Trac von André Popp (1924–2014) und Disco Stomp von Hamilton Bohannon.

## Nachfolgesendung
Die letzte Ausgabe von Disco wurde am 22. November 1982, zwei Tage vor Richters 30. Geburtstag, ausgestrahlt. Nachfolger von Disco war ab Ende 1982 die von Frank Zander moderierte Sendung Vorsicht, Musik.

## Laufzeit und Originalausstrahlung
Zwischen 1971 und 1982 wurden von der jeweils 45-minütigen Disco insgesamt 133 Folgen im ZDF ausgestrahlt. Sie wurde in Hamburg von Studio Hamburg und in Berlin von der Berliner Union Film produziert und ab 1976 im FernsehStudio München (FSM) in Unterföhring bei München aufgezeichnet, einer Tochtergesellschaft vom ZDF-Landesstudio Bayern. Die Sendung lief 1971 samstags zunächst am Nachmittag gegen 15:50 Uhr und ab 1972 dann fest um 18:45 Uhr. Zur IFA 1973 wurden im Rahmen einer Programmreform die Heute-Nachrichten ab dem 1. Oktober 1973 um eine dreiviertel Stunde auf 19 Uhr vorverlegt. Als Folge rückte Disco daraufhin auf 18 Uhr vor und lief damit ungünstig parallel zur Sportschau der ARD, während die ZDF-Hitparadehingegen nach hinten auf 19:30 Uhr verlegt wurde. Erst ab dem 5. Juli 1975 bekam dann auch Disco endlich diesen begehrten Platz im Abendprogramm. Eine erneute Programmreform machte dann von Anfang 1978 bis Ende 1982 den Montag um 19:30 Uhr zum festen Sendeplatz für „Musik im ZDF“. Infolgedessen wurde neben der ZDF-Hitparade auch Disco bis zu ihrer Einstellung zu diesem Termin ausgestrahlt.

## Wiederholungen
Vom Mai bis August 2011 wurden drei Folgen pro Woche ausschließlich auf ZDFkultur wiederholt. Seit Juli 2013 sendete ZDFkultur wöchentlich freitags um 19.30 Uhr jeweils eine Disco-Ausgabe ab Folge 1, ab Oktober 2013 täglich, zunächst im Nachmittagsprogramm, später bis zur Einstellung des Senders am 30. September 2016 wieder um 19:30 Uhr.
Von Januar 1989 bis September 2009 wurden die Sendungen zuvor bereits 20 Jahre lang auf 3sat (anfangs dort noch nachmittags als Übernahme vom ehemaligen ZDF-Musikkanal) sowie ab 2004 beim früheren ZDFtheaterkanal wiederholt. Auf 3sat wurden die Wiederholungen von Disco dann ab 2004 nur noch in unregelmäßigen Abständen im Nachtprogramm ausgestrahlt. Der ZDFtheaterkanal zeigte monatlich eine Ausgabe mehrmals an einem Vormittags- und Nachmittagstermin zu verschiedenen Wochentagen. Außerdem liefen vom 1. April 2008 an nachts auf dem zum damaligen Bezahlfernsehsender Premiere gehörenden ehemaligen Musiksender hit24 61 Folgen in loser Folge und wurden bis zur Einstellung des Senders dort mehrfach wiederholt.

## 40. Jubiläum
Zum 40. Jubiläum der ersten Sendung ging Ilja Richter ab Mai 2011 auf eine Tournee. Der Weltbild-Verlag veröffentlichte die DVD Iljas Disco: Licht aus – Spot an (Die DVD-Collection) und die CD 40 Jahre ZDF Disco – Das Beste.